# Vero (application)
Pour les articles homonymes, voir Vero (homonymie).
 (janvier 2021).
La mise en forme du texte ne suit pas les recommandations de Wikipédia : il faut le « wikifier ».
Les points d'amélioration suivants sont les cas les plus fréquents :
- Les titres sont pré-formatés par le logiciel. Ils ne sont ni en capitales, ni en gras.
- Le texte ne doit pas être écrit en capitales (les noms de famille non plus), ni en gras, ni en italique, ni en « petit »…
- Le gras n'est utilisé que pour surligner le titre de l'article dans l'introduction, une seule fois.
- L'italique est rarement utilisé : mots en langue étrangère, titres d'œuvres, noms de bateaux, etc.
- Les citations ne sont pas en italique mais en corps de texte normal. Elles sont entourées par des guillemets français : « et ».
- Les listes à puces sont à éviter, des paragraphes rédigés étant largement préférés. Les tableaux sont à réserver à la présentation de données structurées (résultats, etc.).
- Les appels de note de bas de page (petits chiffres en exposant, introduits par l'outil «  Source ») sont à placer entre la fin de phrase et le point final[comme ça].
- Les liens internes (vers d'autres articles de Wikipédia) sont à choisir avec parcimonie. Créez des liens vers des articles approfondissant le sujet. Les termes génériques sans rapport avec le sujet sont à éviter, ainsi que les répétitions de liens vers un même terme.
- Les liens externes sont à placer uniquement dans une section « Liens externes », à la fin de l'article. Ces liens sont à choisir avec parcimonie suivant les règles définies. Si un lien sert de source à l'article, son insertion dans le texte est à faire par les notes de bas de page.
- La présentation des références doit suivre les conventions bibliographiques. Il est recommandé d'utiliser les modèles {{Ouvrage}}, {{Chapitre}}, {{Article}}, {{Lien web}} et/ou {{Bibliographie}}. Le mode d'édition visuel peut mettre en forme automatiquement les références.
- Insérer une infobox (cadre d'informations à droite) n'est pas obligatoire pour parachever la mise en page.

Pour une aide détaillée, merci de consulter Aide:Wikification.
Si vous pensez que ces points ont été résolus, vous pouvez retirer ce bandeau et améliorer la mise en forme d'un autre article.
Vero est un réseau social en ligne qui permet à ses utilisateurs de poster des photos, des vidéos et des musiques, à la manière d'Instagram, mais aussi de communiquer par message privé ou groupe.

## Histoire
Vero a été fondée en 2013 par l’entrepreneur milliardaire libanais et créateur de l’entreprise Vero Labs Inc. Ayman Hariri. L’entreprise compte une vingtaine de personnes, dont quelques français, et est basée aux États-Unis. Elle a établi ses serveurs sur le sol américain mais aussi en Europe, au Royaume-Uni,. Le nom Vero signifie “vérité” en Espéranto.
L’application a été officiellement lancée en juillet 2015 dans quelques pays, sur les différentes plateformes de téléchargement comme le App Store d’Apple, ou encore le Play Store de Google, et se positionne comme une alternative à Facebook ou encore Instagram. En 2016, le réseau social arrive en France.
C’est en 2018 que la popularité de l’application augmente fortement, grâce à l'influence de nombreuses personnalités et grâce à la migration de nombreux utilisateurs Facebook et Instagram à la suite du scandale des données personnelles partagées sans le consentement de ces derniers par la firme de Mark Zuckerberg.

## Fonctionnement
Vero est un service de partage de contenus multimédia disponible uniquement sur mobile. Les utilisateurs partagent leur contenu, qui est ensuite classé dans différentes collections, et choisissent le niveau de confidentialité de leur publication. L'utilisation de hashtags est possible pour catégoriser davantage le contenu. Les autres utilisateurs peuvent interagir sur les publications avec les fonctions Like et Commentaires. 
L’utilisateur peut choisir quelle collection afficher et son fil d’actualité affichera le contenu de la collection de manière chronologique.

## Fonctionnalités
L’application ne dispose pas, à ce jour, de système d’appels, de diffusion de contenu en direct, ou encore de système de « story ».

### Abonnements
L’application possède un système d’abonnements et d’abonnés, comme sur Twitter ou encore Instagram. Chaque personne peut suivre n’importe quel utilisateur et verra ses publications s’afficher dans son fil d’actualité. Du contenu publicitaire peut s'afficher si l'utilisateur suit des entreprises ou personnes qui peuvent potentiellement mettre en avant un service ou un produit.

### Collections
Le contenu publié par les utilisateurs est trié dans plusieurs collections. Chaque collection correspond à un thème, un sujet précis : Photo, Vidéo, Musique, Liens, Films/Télévision, Lieux, ou Livres.

### Contacts
Il est possible d’ajouter en contact certains utilisateurs du réseau social et les classer selon le type de relation : amis, amis proches, connaissances,.

### Messagerie
Vero dispose d’une messagerie, dans laquelle les utilisateurs peuvent discuter et envoyer des messages instantanément.

### Partage
Les publications des utilisateurs ne peuvent pas être sauvegardées (téléchargement et captures d’écran impossible) ni partagées. Seuls des partages vers Twitter ou Facebook sont autorisés.
De plus, les utilisateurs peuvent choisir à qui ils vont partager leur photo, vidéo… (à une poignée de leurs abonnés ; amis proches…).

## Particularités du réseau
Le réseau se veut « Ad-free », ce qui signifie qu’il n’y a aucune publicité sur ce réseau,. Le réseau est aussi « Algorithm-free », c’est-à-dire que l’algorithme du réseau est visible par tout le monde, contrairement à Facebook ou Twitter. Vero dispose aussi de son propre service de musique en streaming intitulé « Vero Music ».

### Vero Music
Vero Music est directement relié au réseau social et possède son propre compte sur Vero et fait la promotion de ses artistes. Le service fonctionne comme les autres services de streaming présent sur le marché : un abonnement payant est nécessaire pour pouvoir écouter la musique disponible sur le service. Plusieurs artistes indépendants comme Thunder Jackson et Dana and the Wolf sont créateurs et partenaires chez Vero Music.

## Controverse et critique
Vero a été la cible de plusieurs critiques depuis son lancement. Une des critiques principale est celle envers son fondateur, Ayman Hariri. Il est le fils de Rafiq al Hariri, ancien premier ministre libanais, assassiné en 2005. En 2016, son entreprise a fait faillite après que de nombreux employés n’ont pas reçu leur paie durant des mois,.
Vero n’a pas su gérer l’arrivée en masse de nouveaux utilisateurs. L’application a été victime de pannes de serveurs rendant l’accès à l’application impossible. Les codes reçus par SMS lors de l’inscription étaient reconnus comme invalides. Plusieurs critiques concernant le fonctionnement de l’application font surface comme l’impossibilité de publier du texte sans média ou alors l’absence d’émojis dans l’application.

## Données personnelles et sécurité
Malgré l’engagement du fondateur concernant la sécurité et la protection des données personnelles, Vero vous demande, dès l'inscription sur la plateforme, un nombre important d’informations.
Tout d’abord, il est impossible de s’inscrire sur le réseau social sans donner un numéro de portable qui sera non modifiable par la suite. Vero est ensuite autorisé à collecter les données entrées dans l’application telles que l'identité de l'utilisateur, son mail mais aussi sa position. L’application enregistre toutes les conversations avec les autres utilisateurs. Enfin, après une désinscription, les publications seront tout de même gardées par Vero.

## Utilisation (dans les autres pays)
Le réseau aurait eu plus de 4,5 millions d’utilisateurs dans le monde en 2018 mais les statistiques à ce jour restent inconnues.

## Modèle économique, et financement
En l’absence de publicité sur l’application, Vero doit trouver un autre moyen pour son financement. L'application avait prévu de devenir payante avec un système d'abonnement après avoir atteint le million d’utilisateurs. Aujourd'hui, Vero demeure toujours gratuite. Les utilisateurs peuvent aussi acheter des articles via Vero en consultant le profil des marques. Ces marques versent donc une somme à Vero lorsqu’un de leurs produits est acheté via le réseau social,.